# امیرآباد (سلسله)
امیرآباد روستایی از توابع بخش فیروزآباد شهرستان سلسله در استان لرستان ایران است. زبان مردم این روستا لکی است.

## جمعیت
این روستا در دهستان فیروزآباد قرار دارد و بر اساس سرشماری مرکز آمار ایران در سال ۱۳۹۵ جمعیت این روستا ۱۸ نفر بوده که ۱۰ نفر مرد و ۸ نفر زن بوده اند. امیرآباد دارای ۴ خانوار می باشد.